# When We All Fall Asleep, Where Do We Go?
„When We All Fall Asleep, Where Do We Go?“ е дебютният студиен албум на американската певица Били Айлиш. Албумът е издаден на 29 март 2019 от Interscope Records. Албумът дебютира под номер едно в Билборд 200. От албума са издадени 7 сингъла: You Should See Me in a Crown, When the Party's Over, Bury a Friend, Wish You Were Gay, Bad Guy, All the Good Girls Go to Hell и Ilomilo.

## Списък с песните

### Оригинален траклист
1. „!!!!!!!“ – 0:14
2. „Bad Guy“ – 3:14
3. „Xanny“ – 4:04
4. „You Should See Me in a Crown“ – 3:01
5. „All the Good Girls Go to Hell“ – 2:49
6. „Wish You Were Gay“ – 3:42
7. „When the Party's Over“ – 3:16
8. „8“ – 2:53
9. „My Strange Addiction“ – 3:00
10. „Bury a Friend“ – 3:13
11. „Ilomilo“ – 2:36
12. „Listen Before I Go“ – 4:03
13. „I Love You“ – 4:52
14. „Goodbye“ – 1:59

### Target преиздание и делукс издание
1. „When I Was Older“ – 4:30
2. „Bitches Broken Hearts“ –	2:56
3. „Everything I Wanted“ – 4:05

### Японско пълно издание (диск 2)
1. „Bad Guy“ (видеоклип) – 3:25
2. „Xanny“ (видеоклип) – 4:25
3. „You Should See Me in a Crown“ (видеоклип) – 3:11
4. „All the Good Girls Go to Hell“ (видеоклип) – 3:41
5. „When the Party's Over“ (видеоклип) – 3:12
6. „Bury a Friend“ (видеоклип) – 3:32
7. „Ilomilo“ (видеоклип) – 2:36
8. „Everything I Wanted“ (видеоклип) – 4:47